# Flugplatz Legnica

i7
i11
i13
Der Flugplatz Legnica ist ein Flugplatz in der polnischen Stadt Legnica (deutsch Liegnitz) in Niederschlesien. Er war von 1935 bis 1945, als Fliegerhorst Liegnitz, ein Fliegerhorst der Luftwaffe der Wehrmacht.

## Geschichte
Nachdem in diesem Bereich schon 1912 ein Luftschiffhafen und im Jahr darauf ein Luftschiffhalle errichtet wurden, diente der Platz im Ersten Weltkrieg einer preußischen Fliegerstation als Basis. Deren Gebäude mussten nach Kriegsende weitgehend demontiert werden und die nicht mehr genutzte Fläche lag danach 15 Jahre lang brach. 
Erst 1933/1934 begann der Ausbau zum Fliegerhorst Liegnitz. Die Start- und Landebahn hatte einen Grasuntergrund. Im Norden des Fliegerhorstes schlossen sich vier große Flugzeughangars und ein mittlerer Reparaturhangar an. In der Nordostecke waren weitere zwei große Hangars. Hier befanden sich auch weitere Wirtschafts- und Unterkunftsgebäude. Ein Gleisanschluss nach Liegnitz wurde ebenfalls gelegt. Am 20. August 1934 wurde die Fliegergruppe Liegnitz mit Flugplatzkommandantur gebildet, vorerst aus Verschleierungsgründen als „Depot der Schlesischen Luftverkehrs AG“ bezeichnet. Als erste fliegende Einheit war hier, ab April 1937, die IV. (Ergänzungs-)Gruppe des Kampfgeschwaders 153 stationiert. Auch waren hier von 1939 bis 1944 verschiedene Flugzeugführerschulen untergebracht. 1944 wurde eine betonierte Start- und Landebahn angelegt. Im Verlauf des Zweiten Weltkriegs errichtete die Weser-Flugzeugbau GmbH auf dem Flugplatzgelände ein Zweigbetrieb, in dem unter anderem zweimotorige Bombenflugzeuge des Typs Ju 388 produziert wurden.
Die folgende Tabelle zeigt eine Auflistung aller fliegender aktiver Einheiten (ohne Schul- und Ergänzungsverbände) der Luftwaffe die hier zwischen 1937 und 1945 stationiert waren.
| Von          | Bis            | Einheit                                                                                 | Ausrüstung                                                                            |
| ------------ | -------------- | --------------------------------------------------------------------------------------- | ------------------------------------------------------------------------------------- |
| April 1937   | Oktober 1938   | IV./KG 153 (IV. Gruppe des Kampfgeschwaders 153)                                        | Junkers Ju 52/3m, Junkers Ju 86                                                       |
| August 1938  | Oktober 1938   | 2., 3./JG 131 (2. und 3. Staffel des Jagdgeschwaders 131)                               | Heinkel He 50, Arado Ar 65, Arado Ar 68, Messerschmitt Bf 109B, Messerschmitt Bf 109D |
| Mai 1939     | Oktober 1939   | Stab, I., II./KG 2                                                                      | Dornier Do 17M, Dornier Do 17Z                                                        |
| August 1939  | September 1939 | Stab, IV./KG z. b. V. 1 (IV. Gruppe des Kampfgeschwaders z. b. V. 1 (Transportflieger)) | Junkers Ju 52/3m                                                                      |
| August 1939  | September 1939 | Aufkl.St./Fliegerdivision 7 (Aufklärungsstaffel der 7. Flieger-Division)                |                                                                                       |
| Februar 1941 | Februar 1941   | III./KG 53                                                                              | Heinkel He 111                                                                        |

Am 22. März (9. Februar?) 1945 besetzten sowjetische Truppen der 1. Ukrainischen Front das Gelände des Fliegerhorstes, der noch bis zum Kriegsende von den sowjetischen Luftstreitkräften als Frontflugplatz genutzt wurde. Folgende Einheiten befanden sich zwischen 1945 und 1946 in Liegnitz:
| Von       | Bis       | Einheit | Ausrüstung                                |
| --------- | --------- | --- | ----------------------------------------- |
| März 1945 | März 1945 | 9. Gw SchaD (Schlachtfliegerdivision)                                                                                 |                                           |
| März 1945 | März 1945 | 9. Gw IAD (Gardejagdfliegerdivision) 16. Gw IAP (Gardejagdfliegerregiment) 156. Gw IAP 728. IAP (Jagdfliegerregiment) | Bell P-39, Jakowlew Jak-3, Jakowlew Jak-9 |
| Ende 1945 | Ende 1945 | 4. SchaK (Schlachtfliegerkorps)                                                                                       |                                           |
| 1946      | 1946      | 339. TAP (Transportfliegerregiment)                                                                                   | Lissunow Li-2                             |

Zur Zeit des Kalten Krieges war Legnica der wichtigste Standort der Sowjetarmee in Polen und es war eine wichtige Schaltzentrale des Warschauer Pakts. Hier befanden sich der Stab der Nordgruppe der Truppen der Sowjetarmee – bis zur Verlegung nach Warschau und Świdnica 1984 – sowie das Oberkommando der Westrichtung des Warschauer Pakts, außerdem die 4. Luftarmee der sowjetischen Luftstreitkräfte. Zu der Zeit umfasste das Flugplatzgelände eine Fläche von etwa 610 ha mit einer auf 1600 m verlängerten Start- und Landebahn. Von hier aus brachen die sowjetischen Truppen im August 1968 in die Tschechoslowakei auf. „Klein Moskau“ erstreckte sich über ein Drittel der Stadtfläche. Der Abzug der russischen Truppen war bis zum 15. September 1993 abgeschlossen.

## Heutige Nutzung
Inzwischen ist er ein reiner Zivilflugplatz.